# Friedrich von Baudissin

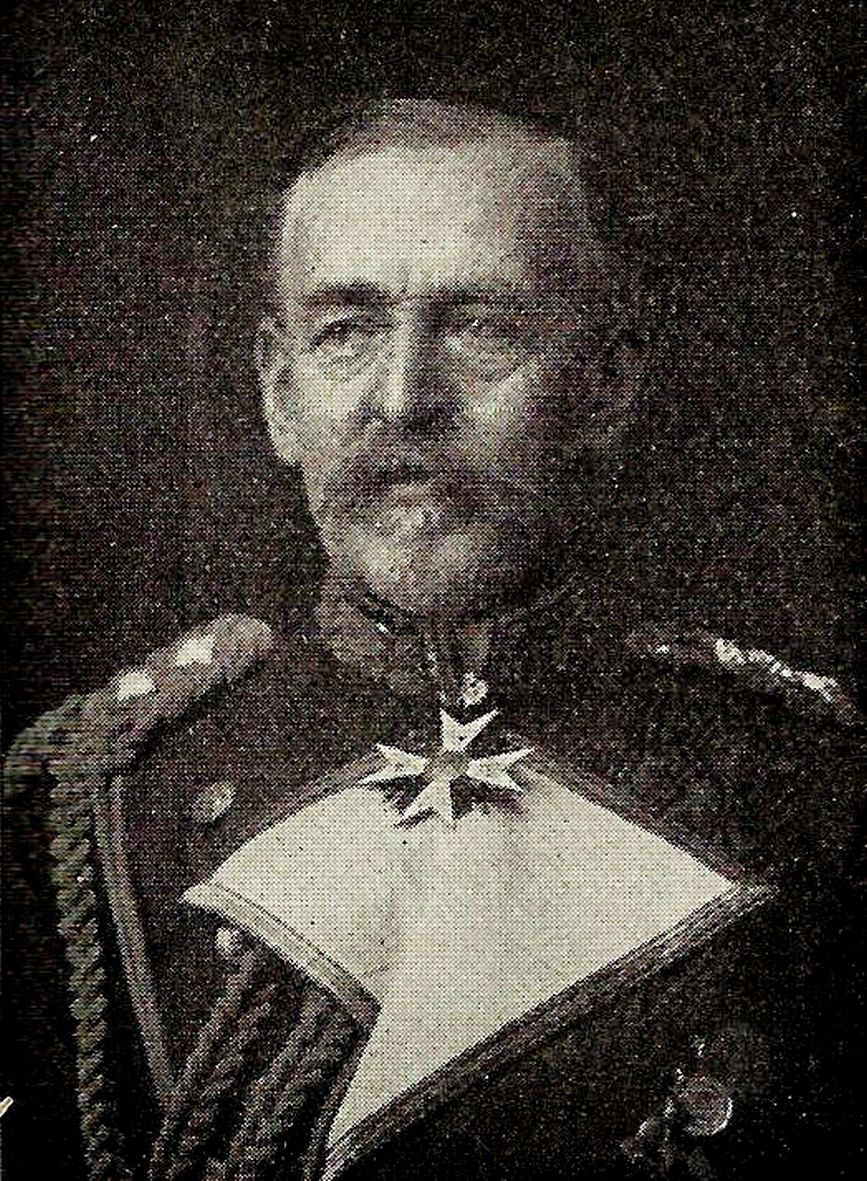
Friedrich von Baudissin.

Friedrich Hugo Chlotar Aimé von Baudissin, född 3 april 1852 och död 5 februari 1921, var en tysk amiral.
von Baudissin blev 1908 chef för amiralstaben och inlade som sådan stora förtjänster om flottans utveckling och krigsberedskap. von Baudissin var 1909-13 chef för tyska marinens Nordsjöstation.